# Dirk Henn
Dirk Henn (né en 1960 Bendorf (Rhénanie-Palatinat,  Allemagne de l'Ouest)) est un auteur de jeux de société allemand. 

## Biographie
Avec sa femme Barbara, Dirk Henn vit à Aix-la-Chapelle où ils possèdent la maison d'édition db-Spiele.

## Ludographie

### Seul auteur
- Texas, 1992, db-Spiele
- Carat, 1993-1998, db-Spiele / Queen Games
- Timbuktu, 1993-2005, db-Spiele / Queen Games
- Beziehungskisten, 1994, db-Spiele
- Hexenstich, 1994, Klee Spiele
- Premiere, 1996, db-Spiele
- Showmanager, 1997, Queen Games
- Iron Horse, 1997, db-Spiele
- Tendix, 1998, db-Spiele
- Stimmt so!, 1998, Queen Games
- Yukon Company, 1999, db-Spiele
- Le Roi des roses ou Rosenkönig, 1999, Tilsit / Kosmos, 2e édition de Texas
- Derby, 2000, db-Spiele
- Metro, 2000, Queen Games / Tilsit, Mensa Select Mind Games  2001
- Atlantic Star, 2001, Queen Games / Tilsit, 2e édition de Showmanager
- Wallenstein, 2002, Queen Games
- Eketorp, 2003, db-Spiele
- Alhambra ou Der Palast von Alhambra, 2003, Queen Games / Tilsit, Spiel des Jahres  2003, Essener Feder  2003, As d'or  2003, Schweizer Spielepreis  Famille 2003
- Die Gärten der Alhambra, 2004, Queen Games, réédition de Carat
- Cherubim - Das Spiel zur Aktion Schutzengel, 2005, Missio
- Shogun, 2006, Queen Games

### Avec Barbara Henn (née Weber)
- Al Capone, 1992, db-Spiele
- Hopfen und Malz, 1992, db-Spiele
- Spekulation, 1992, db-Spiele

### AvecWolfgang Panning
- Extension du jeu Alhambra :
  - Der Palast von Alhambra : Die Gunst des Wesirs, 2004, Queen Games
  - Der Palast von Alhambra : Die Tore der Stadt, 2004, Queen Games
  - Der Palast von Alhambra : Die Stunde der Diebe, 2005, Queen Games
  - Der Palast von Alhambra : Die Schatzkammer des Kalifen, 2006, Queen Games